# 2013 GE138
2013 GE138, também escrito como 2013 GE138, é um objeto transnetuniano que está localizado no Cinturão de Kuiper, uma região do Sistema Solar. Este corpo celeste é classificado como um cubewano. Ele possui uma magnitude absoluta de 7,7 e tem um diâmetro estimado de 127 km.

## Descoberta
2013 GE138 foi descoberto no dia 9 de abril de 2013 pelo Outer Solar System Origins Survey.

## Órbita
A órbita de 2013 GE138 tem uma excentricidade de 0,051 e possui um semieixo maior de 44,387 UA. O seu periélio leva o mesmo a uma distância de 42,123 UA em relação ao Sol e seu afélio a 46,650 UA.